# Coppa del mondo di tuffi 2021 - Piattaforma 10 metri femminile
Il concorso dei tuffi dalla piattaforma 10 metri femminile della Coppa del mondo di tuffi 2021 si è svolto il 4 e 5 maggio 2021 al Tokyo Aquatics Centre in Giappone.
La competizione è stata valida per la qualificazione ai Giochi olimpici estivi di Tokyo 2021.

## Programma
| Data          | Ora   | Evento      |
| ------------- | ----- | ----------- |
| 4 maggio 2021 | 10:00 | Preliminare |
| 5 maggio 2021 | 10:00 | Semifinale  |
| 5 maggio 2021 | 18:00 | Finale      |

## Risultati
Le tuffatrici contrassegnate dal grassetto si sono qualificate per le Olimpiadi (finora) tramite questo risultato. Le tuffatrici classificate nei primi 18 posti non in grassetto hanno ottenuto la qualificazione in un'altra manifestazione o la loro nazione ha già raggiunto l'assegnazione massima di posti olimpici.
| Class   | Diver                     | Nazione       | Preliminare | Preliminare | Semifinale      | Semifinale      | Finale          | Finale          |
| Class   | Diver                     | Nazione       | Punti       | Class       | Punti           | Class           | Punti           | Class           |
| ------- | ------------------------- | ------------- | ----------- | ----------- | --------------- | --------------- | --------------- | --------------- |
| Oro     | Pandelela Rinong          | Malaysia      | 325.00      | 4           | 333.00          | 3               | 355.70          | 1               |
| Argento | Matsuri Arai              | Giappone      | 319.80      | 5           | 319.20          | 5               | 342.00          | 2               |
| Bronzo  | Caeli McKay               | Canada        | 287.80      | 13          | 343.85          | 1               | 338.55          | 3               |
| 4       | Andrea Spendolini-Sirieix | Gran Bretagna | 312.80      | 6           | 336.30          | 2               | 333.90          | 4               |
| 5       | Sarah Jodoin Di Maria     | Italia        | 270.60      | 17          | 297.90          | 11              | 324.65          | 5               |
| 6       | Yulia Timoshinina         | Russia        | 336.70      | 2           | 318.00          | 6               | 306.85          | 6               |
| 7       | Gabriela Agúndez          | Messico       | 325.65      | 3           | 328.70          | 4               | 299.10          | 7               |
| 8       | Montserrat Gutiérrez      | Messico       | 298.10      | 7           | 303.00          | 9               | 296.30          | 8               |
| 9       | Anna Konanykhina          | Russia        | 278.00      | 15          | 312.25          | 7               | 291.75          | 9               |
| 10      | Ingrid Oliveira           | Brasile       | 285.30      | 14          | 303.90          | 8               | 290.10          | 10              |
| 11      | Christina Wassen          | Germania      | 285.90      | 13          | 298.10          | 10              | 281.00          | 11              |
| 12      | Kwon Ha-lim               | Corea del Sud | 291.95      | 10          | 297.75          | 12              | 276.95          | 12              |
| 13      | Elena Wassen              | Germania      | 292.10      | 9           | 296.00          | 13              | Non qualificati | Non qualificati |
| 14      | Tanya Watson              | Irlanda       | 271.85      | 16          | 295.50          | 14              | Non qualificati | Non qualificati |
| 15      | Freida Lim                | Singapore     | 289.60      | 11          | 272.35          | 15              | Non qualificati | Non qualificati |
| 16      | Anne Tuxen                | Norvegia      | 257.75      | 19          | 259.80          | 16              | Non qualificati | Non qualificati |
| 17      | Alaïs Kalonji             | Francia       | 260.60      | 18          | 256.15          | 17              | Non qualificati | Non qualificati |
| 18      | Cheong Jun Hoong          | Malaysia      | 345.30      | 1           | 237.35          | 18              | Non qualificati | Non qualificati |
| 19      | Celine van Duijn          | Paesi Bassi   | 294.60      | 8           | WD              | –               | Non qualificati | Non qualificati |
| 20      | Giovanna Pedroso          | Brasile       | 256.90      | 20          | Non qualificati | Non qualificati | Non qualificati | Non qualificati |
| 21      | Anisley García            | Cuba          | 256.70      | 21          | Non qualificati | Non qualificati | Non qualificati | Non qualificati |
| 22      | Maia Biginelli            | Italia        | 253.10      | 22          | Non qualificati | Non qualificati | Non qualificati | Non qualificati |
| 23      | Ciara McGing              | Irlanda       | 240.95      | 23          | Non qualificati | Non qualificati | Non qualificati | Non qualificati |
| 24      | Mai Yasuda                | Giappone      | 239.60      | 24          | Non qualificati | Non qualificati | Non qualificati | Non qualificati |
| 25      | Ksenia Bailo              | Ucraina       | 234.90      | 25          | Non qualificati | Non qualificati | Non qualificati | Non qualificati |
| 26      | Elizabeth Miclau          | Porto Rico    | 228.30      | 26          | Non qualificati | Non qualificati | Non qualificati | Non qualificati |
| 27      | Maycey Vieta              | Porto Rico    | 226.60      | 27          | Non qualificati | Non qualificati | Non qualificati | Non qualificati |
| 28      | Cho Eun-bi                | Corea del Sud | 223.65      | 28          | Non qualificati | Non qualificati | Non qualificati | Non qualificati |
| 29      | Maha Abdelsalam           | Egitto        | 221.80      | 29          | Non qualificati | Non qualificati | Non qualificati | Non qualificati |
| 30      | Helle Tuxen               | Norvegia      | 220.80      | 30          | Non qualificati | Non qualificati | Non qualificati | Non qualificati |
| 31      | Nicoleta-Angelica Muscalu | Romania       | 216.75      | 31          | Non qualificati | Non qualificati | Non qualificati | Non qualificati |
| 32      | María Betancourt          | Venezuela     | 211.65      | 32          | Non qualificati | Non qualificati | Non qualificati | Non qualificati |
| 33      | Maïssam Naji              | Francia       | 197.10      | 33          | Non qualificati | Non qualificati | Non qualificati | Non qualificati |
| 34      | Lissette Ramírez          | Venezuela     | 190.15      | 34          | Non qualificati | Non qualificati | Non qualificati | Non qualificati |
| 35      | Yelizaveta Boroza         | Kazakistan    | 133.60      | 35          | Non qualificati | Non qualificati | Non qualificati | Non qualificati |
| dns     | Robyn Birch               | Gran Bretagna | dns         | –           | Non qualificati | Non qualificati | Non qualificati | Non qualificati |